# Бюльбюлевые медососы
Бюльбюлевые медососы (лат. Pycnopygius) — род воробьиных птиц из семейства медососовых (Meliphagidae).

## Этимология
Название Pycnopygius — это сочетание греческих слов: puknos, означает «толстый» или «плотный», а -pugios означает «-задний» (от pugẽ: «зад»).

## Описание
Бюльбюлевые медососы внешне схожи с медососами рода Philemon, которые имеют меньшие размеры, с медососами Xanthotis flaviventer и с бурой иволгой (Oriolus szalayi). J. M. Diamond полагает, что сходство с более крупными видами является своего рода мимикрией, позволяющей бюльбюлевым медососам питаться среди них.

## Ареал
Обитают в холодных влажных лесах Новой Гвинеи. Обитают они на территории и Индонезии, и Папуа — Новой Гвинеи.

## Систематика
По предположению австралийского орнитолога Ричарда Шодда, бюльбюлевые медососы, наряду с представителями родов Melidectes, Ptiloprora, являются самыми древними представителями семейства. Шодд поместил роды крупных птиц (Melidectes, Pycnopygius, Anthochaera, Philemon, Acanthagenys, Entomyzon, Manorina, Meliphaga, Lichenostomus, Melithreptus) в одну ветвь.

### Классификация
Международный союз орнитологов относит к роду 3 вида:
- Pycnopygius cinereus (P. L. Sclater, 1874) — Мраморный бюльбюлевый медосос[1]
- Pycnopygius ixoides (Salvadori, 1878) — Новогвинейский бюльбюлевый медосос[1]
- Pycnopygius stictocephalus (Salvadori, 1876) — Пестроголовый бюльбюлевый медосос[1]